# Birkenhead
Birkenhead este un oraș în comitatul Merseyside, regiunea North West, Anglia. Orașul se află în districtul metropolitan Wirral. 

## Personalități născute aici
- Taron Egerton (n. 1989), actor.